# Miquel Aubà i Fleix
Miquel Aubà i Fleix (Gandesa, 5 de juny de 1963 - 31 de gener de 2022) va ser un empresari i polític català, alcalde de Gandesa i senador al Senat d'Espanya en la XI Legislatura.
Treballà com a empresari vitícola i milità al partit polític Alternativa per Gandesa - Federació d'Independents de Catalunya (AG-FIC), amb el que fou escollit alcalde de Gandesa a les eleccions municipals espanyoles de 1999, 2003 i 2007. A les eleccions municipals de 2011 fou desplaçat de l'alcaldia per Carles Luz i Muñoz (CiU).
A les eleccions generals espanyoles de 2015 i 2016 fou elegit senador per la circumscripció de Tarragona com a independent dins la candidatura d'Esquerra Republicana de Catalunya.